# 1850 en Belgique
Chronologie de la Belgique
- 1846
- 1847
- 1848
- 1849
- 1850
- 1851
- 1852
- 1853
- 1854

Cette page recense des événements qui se sont produits durant l'année 1850 en Belgique.

## Chronologie
- 23 mars : aux charbonnages du Rieu du Cœur (Quaregnon), un coup de grisou fait 76 morts[1].
- 5 mai : création de la Banque nationale de Belgique[1],[2].
- 1er juin : loi sur l'enseignement moyen. L'État crée dix athénées et 50 écoles moyennes publiques, malgré l'opposition des évêques de Belgique et du pape[1],[3].
- 11 juin : élections législatives. Les libéraux perdent 14 sièges.
- 18 juin : loi sur le régime des aliénés. Tous les établissements pour malades mentaux ne disposant pas de service médical sont fermés[1].
- 11 octobre : décès de la reine Louise-Marie.

## Culture

### Architecture

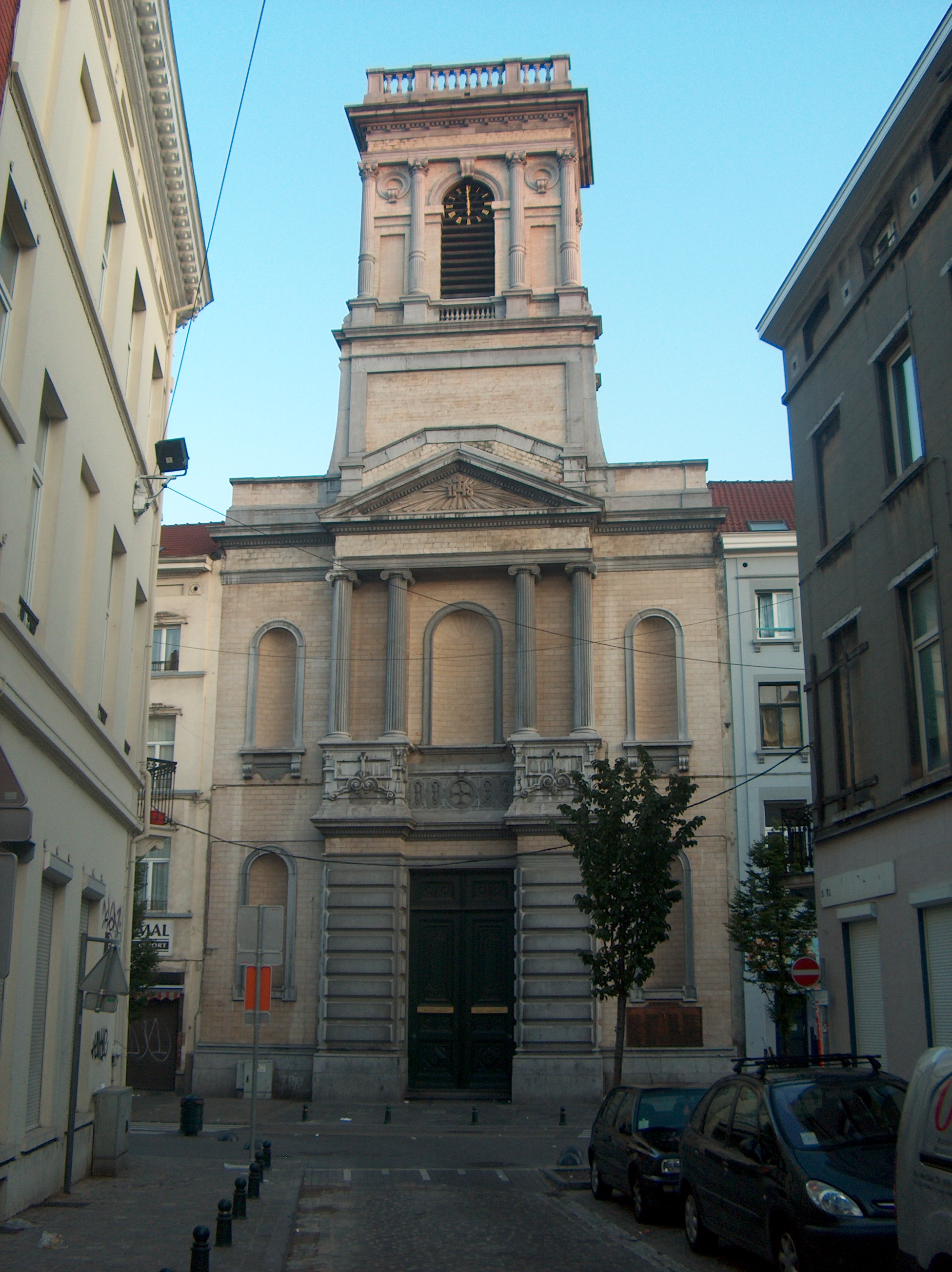
Église Saints-Jean-et-Nicolas à Schaerbeek (style néoclassique)

### Littérature
- Le Conscrit (nl) (De Loteling)[4], Baes Gansendonck (nl) et Blinde Roza, romans de Hendrik Conscience[1]

### Peinture
Le prix de Rome belge de peinture est attribué à Modeste Carlier, un second prix est décerné à Charles de Groux.

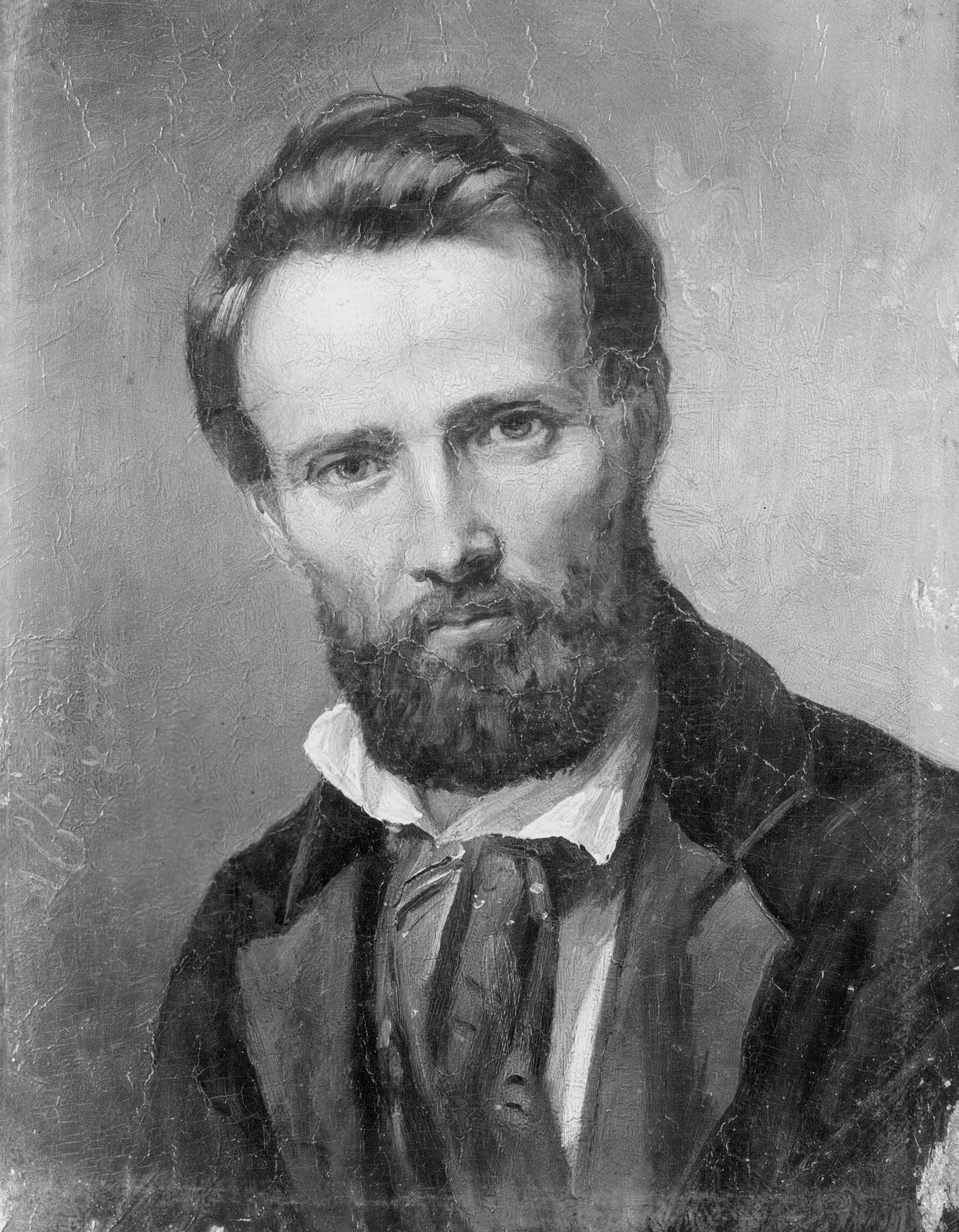
Autoportrait (Auguste Chauvin)
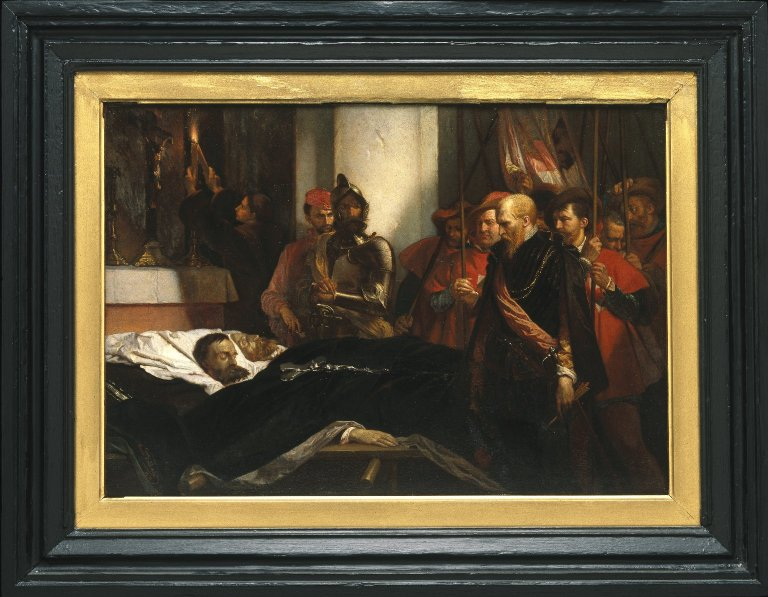
Les têtes coupées : derniers honneurs rendus aux comtes d'Egmont et de Hornes (Louis Gallait).
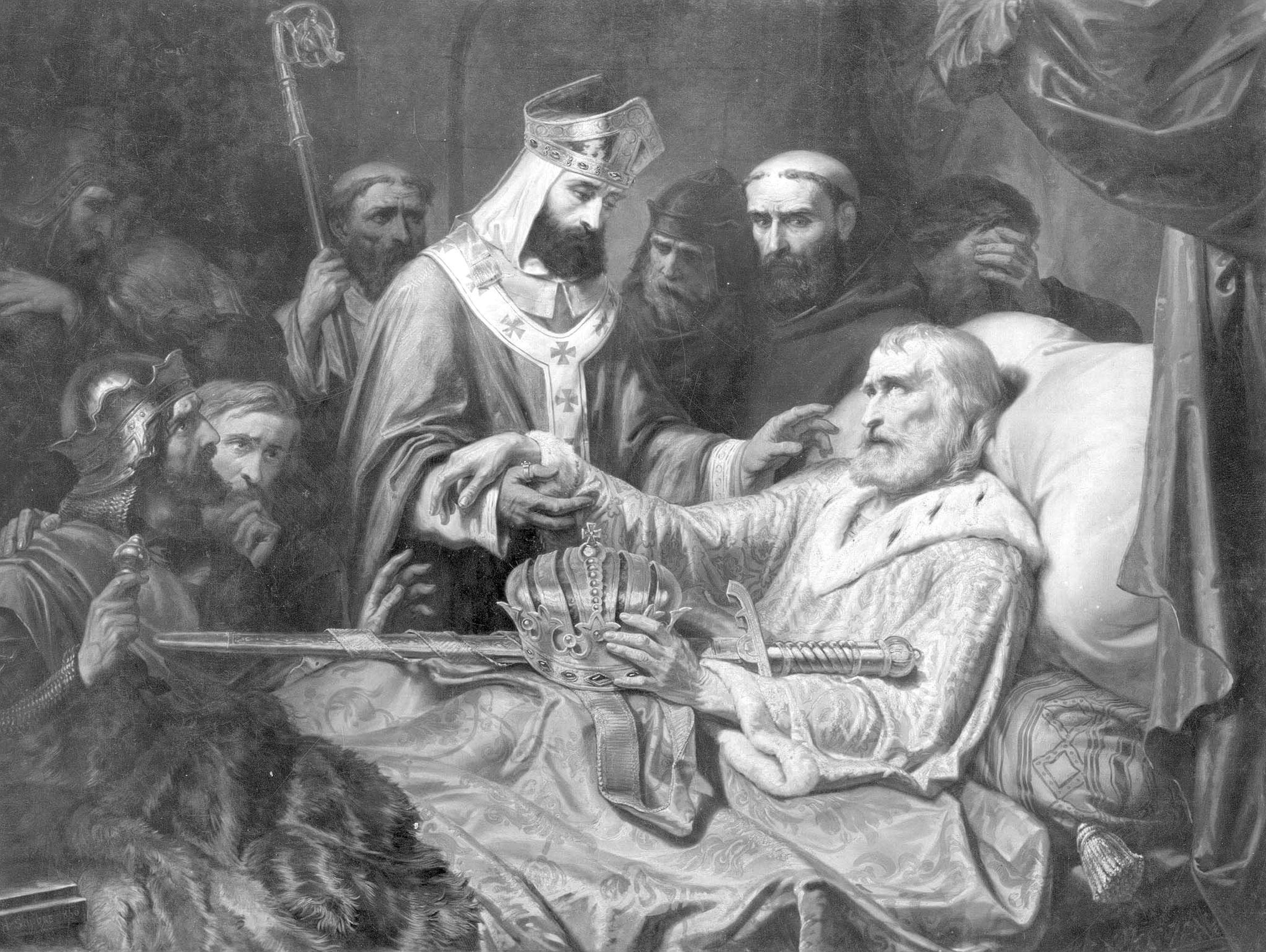
Mort d'Henri IV, empereur d'Allemagne (Charles Soubre).

## Sciences
- Le Dr Joseph Guislain donne ses premiers cours de clinique des maladies mentales à l'Université de Gand[1].
- Le chimiste Jean Servais Stas met au point un procédé pour l'isolement et la détection d'alcaloïdes[1].

## Naissances
- 2 août : Adrien de Witte, peintre et graveur († 25 juin 1935).
- 15 septembre : Émile Delperée, peintre († 9 novembre 1896).
- 8 octobre : Léon Herbo, peintre († 19 juin 1907).

## Décès
- 18 septembre : Constantin d'Hane-Steenhuyse, homme politique (° 15 novembre 1790).
- 11 octobre : Louise d'Orléans, première reine des Belges (° 3 avril 1812).